# Ottiglio

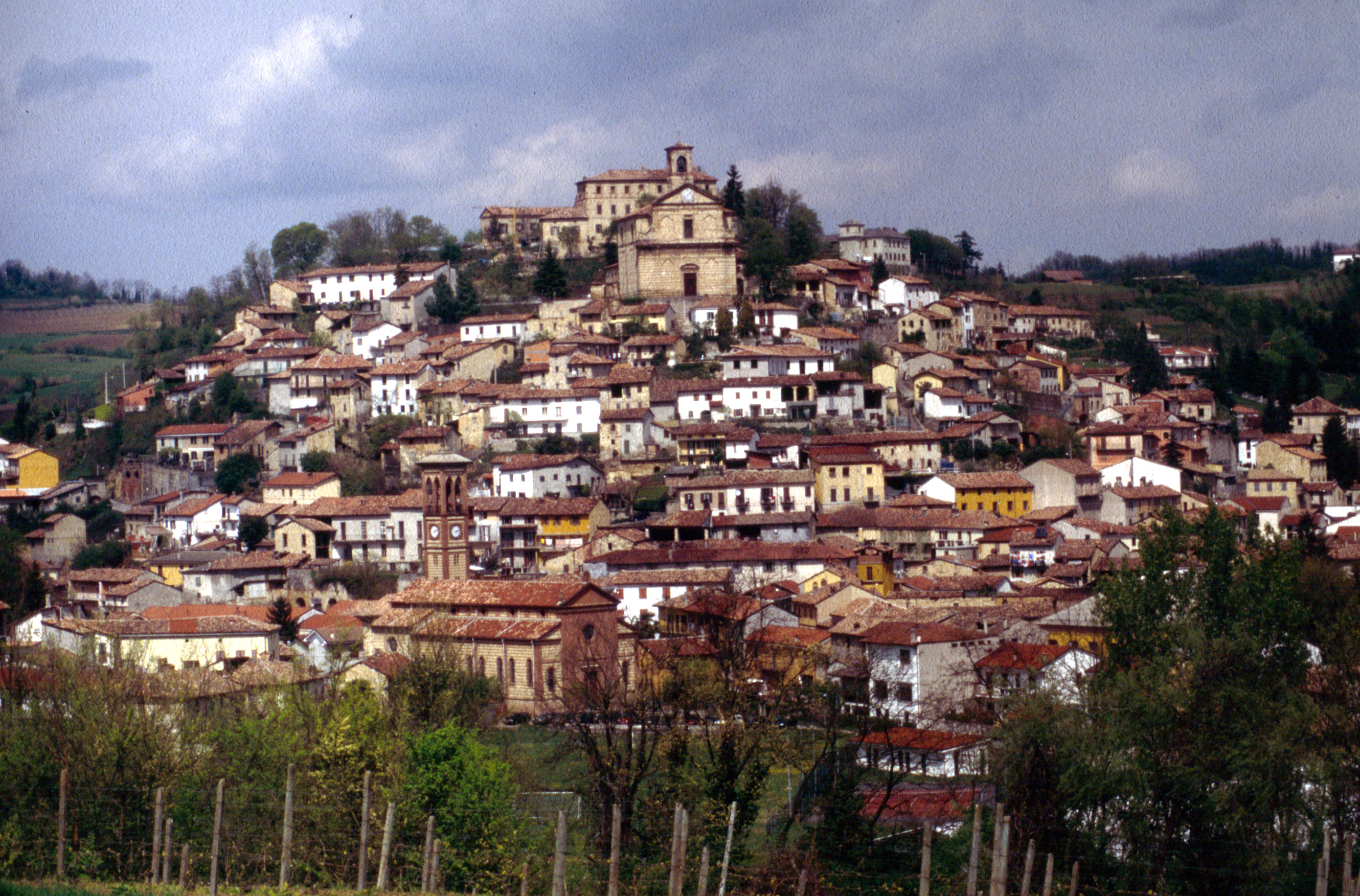
Ottiglio Monferrato

Ottiglio là một đô thị ở tỉnh Alessandria trong vùng Piedmont của Italia, có vị trí cách khoảng 50 km về phía đông của Torino và khoảng 25 km về phía tây bắc của Alessandria. Tại thời điểm ngày 31 tháng 12 năm 2004, đô thị này có dân số 702 người và diện tích là 14,5 km².
Ottiglio giáp các đô thị: Casorzo, Cella Monte, Cereseto, Frassinello Monferrato, Grazzano Badoglio, Moncalvo, Olivola, và Sala Monferrato.